# محمد البرتقالی
محمد البرتقالی یا ابو عبدالله البرتقالی محمد بن محمد (انگلیسی: Abu Abd Allah al-Burtuqali Muhammad ibn Muhammad؛ ۱۴۶۴ – ۱۵۲۶) دومین سلطان وطاسیان مراکش از سال ۱۵۰۴ تا ۱۵۲۶ بود.
وی به دلیل هفت سال اسارت در پرتغال به برتقالی و برتغالی معروف شد.